# Will & Harper
Will & Harper är en amerikansk dokumentärfilm som hade världspremiär på Sundance Film Festival den 22 januari 2024. Filmen gick upp på Netflix 27 september 2024. Filmen är regisserad av Josh Greenbaum.

## Handling
Filmen kretsar kring vännerna Will Ferrell och Harper Steele. När Harper kommer ut som transkvinna ger de sig ut på en resa för att komma närmare varandra.

## Medverkande (i urval)
- Will Ferrell
- Harper Steele